# Yoda
En Yoda és un personatge fictici de l'univers de La Guerra de les Galàxies. És un dels més grans Jedi de tota la història. Té una altura de 0,67 metres. A part de ser un dels millors Mestres Jedi, és membre del consell Jedi, és un dels millors coneixedors de la Força. Va ser el mestre del Comte Dooku, Mace Windu, Ki-Adi Mundi i Luke Skywalker.

## Història
Va servir com a cap del Consell Jedi per diverses dècades, les últimes abans de la caiguda de la República Galàctica al costat de Mace Windu. Yoda servia com a tutor d'iniciats Jedi, que encara no tenien un mestre personal. A l'inici de les Guerres Clon, va tenir sota la seva tutela el Clan de l'Ós (Bear Clan), que estava compost per Ashla, Chian, Jempa i altres nens mes. Va lluitar a Geonosis i temps després va ser assignat com a protector del planeta Kashyyyk, on va haver de repel·lir les forces dels Separatistes (Confederacy). Durant la massacre dels jedi, s'escapà a Dagobah.
Va morir havent viscut més de 900 anys.
Yoda parla canviant l'estructura lògica de les frases, traslladant el verb al final de les mateixes (com en un recurs literari similar anomenat anàstrofe). En tipologia lingüística, l'estructura de les seves frases és Objecte-Subjecte-Verb. Això ha donat lloc a moltes paròdies. Si ho analitzem més detingudament, existeix certa similitud en l'organització gramàtica del Japonès i la forma en la qual parla en Yoda. És molt característic el verb al final de tota oració, amb el subjecte al començament, després el temps, lloc i acció. Tècnicament aquest recurs s'anomena anàstrofe.
És molt possible que en George Lucas (a causa de la seva gran atracció a la cultura del Japó), hagi dissenyat aquesta forma de parlar molt particular de Yoda a partir d'aquest idioma ja existent.

## Concepte i creació
La veu de Yoda va ser proporcionada per Frank Oz en cadascuna de les pel·lícules, on actuà com a titellaire principal en la trilogia original, Star Wars: Episodi I - L'amenaça fantasma i Star Wars: Episodi VIII - Els últims Jedi. En algunes de les escenes on era necessari caminar a The Empire Strikes Back i The Phantom Menace, van aparèixer disfressats de Yoda els actors nans Deep Roy i Warwick Davis (encara que no van ser acreditats cap dels dos). Com bé se sap, Frank Oz va ser el que va exercir el paper principal, però al llarg dels anys va ser assistit diverses vegades per una multitud de titellaires, entre ells: Kathryn Mullen (Ep.V), Wendy Froud (Ep.V), David Barclay (Ep.V-VI), Mike Quinn (Ep.VI), David Greenaway (Ep. I & VI), Don Austen (Ep.I), Kathy Smee (Ep.I), Dave Chapman (Ep.VIII), Damian Farrell (Ep. VIII), i Colin Purves (Ep.VIII). Per a les dramatitzacions radiofòniques de Star Wars: Episodi V - L'Imperi contraataca i Star Wars: Episode VI - Return of the Jedi, el personatge de Yoda va ser interpretat per John Lithgow mentre que en la sèrie animada Clone wars i en diversos videojocs va ser interpretat per Tom Kane.
El personatge de Yoda va ser basat en el rostre del maquillador Stuart Freeborn i en el d'Albert Einstein. A The Phantom Menace, va ser redissenyat per aparentar ser més jove. Va ser generat per ordinador per a dues preses, però principalment va seguir sent una marioneta.] aquesta marioneta va ser redissenyada a partir del disseny original de Stuart Freeborn per Nick Dudman.

## En la cultura popular
El 1980, el músic i paròdic nord-americà "Weird Al" Yankovic va escriure i gravar una paròdia de "Lola" dels Kinks, anomenada "Yoda ". Més tard es va tornar a gravar per al seu àlbum de 1985 Dare to Be Stupid, després que Yankovic pogués obtenir el permís tant de George Lucas com dels Kinks.
La font Yoda a la seu de Industrial Light & Magic al Letterman Digital Arts Center
El 2007, Yoda va ser seleccionat per la revista Empire com el "25è personatge de pel·lícula més gran de tots els temps". A la seva llista dels 100 millors personatges de ficció, Fandomania. com va classificar Yoda en el lloc 60.
Yoda també apareix a l'atracció del parc Disney's Star Tours: The Adventures Continue amb el seu actor de veu original, Frank Oz.
El professor de lingüística David Ager de la Universitat Queen Mary de Londres diu que la llengua de Yoda s'assembla més a la llengua hawaiana.
El 2017, una imatge fotogràfica de Yoda assegut al costat del rei Faisal en la signatura de la Carta de les Nacions Unides a San Francisco el 1945 es va imprimir sense voler en un llibre de text d'estudis socials. El llibre de text es va retirar un cop es va descobrir l'error.
El 2019, la botiga de descomptes Poundland va utilitzar la veu de Yoda a les caixes d'autoservei a les botigues de tot el Regne Unit.

### Comercialització
- TomTom ha inclòs una veu "Yoda" com una de les veus de Celebrity GPS a la seva sèrie de veus "Star Wars".

#### Lego
- La minifigura de Yoda de Lego va ser la primera de les seves figures a ser més curta que les altres joguines de la línia de Lego Star Wars; té les potes més curtes que les altres figures d'acció. Yoda apareix en una sèrie de televisió basada en les joguines de Lego Star Wars, incloses Lego Star Wars: The Yoda Chronicles i The New Yoda Chronicles, de les quals és el focus, així com The Padawan Menace i Droid Tales.

## Yoda en la vida real
La veu original d'en Yoda és de Frank Oz. En la trilogia original de la Guerra de les Galàxies era un ninot. En la segona trilogia, Yoda és amb freqüència un personatge animat digitalment.